# Ryszard Gąsiorowski
Ryszard Gąsiorowski (ur. 13 grudnia 1935, zm. 3 października 1998) – polski szachista.

## Kariera szachowa
W 1952 r. zdobył w Kielcach srebrny medal mistrzostw Polski juniorów do 20 lat. Sześciokrotnie zdobył medale drużynowych mistrzostw Polski (2 złote i 4 srebrne), w barwach klubów "Ogniwo" Kraków (złoty – Warszawa 1954), "Krakowski Klub Szachistów" (złoty – liga dojazdowa 1957, srebrny – liga dojazdowa 1958, srebrny – Wrocław 1960), "Hutnik" Nowa Huta (srebrny – Częstochowa 1964) oraz "Pribo Hańcza" Suwałki (srebrny – Augustów 1996). Był też dwukrotnym medalistą drużynowych mistrzostw Polski w szachach błyskawicznych (złoty – Łódź 1973 oraz brązowy – Lubliniec 1972), oba w barwach "Hutnika" Nowa Huta.
Czterokrotnie awansował do finałów indywidualnych mistrzostw Polski: Lublin 1965 (X miejsce), Lublin 1969 (IX miejsce), Piotrków Trybunalski 1970 (X miejsce) oraz Wrocław 1972 (VIII miejsce). W 1988 r. podzielił II-III miejsce (za Grzegorzem Łukasiewiczem, wspólnie z Michałem Praszakiem i Stanisławem Kostyrą) w międzynarodowym turnieju w Myślenicach.
Według retrospektywnego systemu Chessmetrics, najwyżej sklasyfikowany był w marcu 1972 r., zajmował wówczas 314. miejsce na świecie.